# Henry Watkins Allen

Henry Watkins Allen

Henry Watkins Allen (* 29. April 1820 in Farmville, Prince Edward County, Virginia; † 22. April 1866 in Mexiko-Stadt, Mexiko) war Gouverneur des US-Bundesstaates Louisiana und ein Brigadegeneral des konföderierten Heeres im Sezessionskrieg.

## Leben
Allen wurde als Sohn von Dr. Thomas und Ann Allen, geb. Watkins, geboren. 1833 zog die Familie nach Missouri. Henry begann dort eine Verkäuferlehre in einem Geschäft in Lexington. Danach wollte er das Marion College in Philadelphia besuchen, lief aber nach einem Streit mit seinem Vater von zu Hause weg und zog nach Grand Gulf, Mississippi, wo er ab 1837 tagsüber auf einer Plantage arbeitete und abends Jura studierte. 1841 wurde er als Anwalt zugelassen.
1842 diente er als Freiwilliger im texanischen Heer entlang der Grenze zu Mexiko. Sechs Monate später kehrte er zurück nach Grand Gulf, heiratete Salome Ann Crane und wendete sich der Politik zu. Ab 1845 vertrat er für die nächsten zwei Jahre im Repräsentantenhaus von Mississippi die Whigs. 1851 starb seine Frau und Allen zog in das West Baton Rouge Parish in Louisiana, wo er eine Zuckerplantage mit 125 Sklaven von Oberst William Nolan für 300.000 Dollar kaufte (die Gebäude wurden später im Bürgerkrieg von Unionstruppen niedergebrannt) und eine Gesellschaft zum Bau einer Eisenbahn von West Baton Rouge, heute Port Allen, nach Rosedale, Louisiana gründete. 1855 verlor er die Wahl zum Staatssenator und machte sich auf eine größere Reise durch Europa. 1857 wurde er in Abwesenheit für die Know-Nothing Party ins Repräsentantenhaus von Louisiana gewählt, woraufhin er dorthin zurückkehrte und sich bis zum Ausbruch des Bürgerkriegs mit Politik beschäftigte. 1859 wechselte er zu den Demokraten, deren Anführer er wurde; 1860 trat er als Freiwilliger als Soldat in die Delta Rifle Kompanie ein.
1861 war er maßgeblich am Wiederaufbau der Historischen Gesellschaft von Louisiana beteiligt, deren Präsident er wurde. Am 1. Mai 1861 wurde er zum Oberstleutnant befördert und zum stellvertretenden Kommandeur des 4. Louisiana-Infanterie-Regiments ernannt. Bevor er mit Pierre Gustave Toutant Beauregard nach Tennessee versetzt wurde, wurde er zum Oberst befördert. 1862 übernahm er das Kommando über das 4. Louisiana-Infanterie-Regiment und kämpfte bei der Schlacht von Shiloh am 6. und 7. April 1862, wobei er durch eine Kugel an der Wange verwundet wurde. Am 5. August kommandierte er eine Brigade bei der Schlacht von Baton Rouge und wurde mehrfach an beiden Beinen verwundet. Für den Felddienst untauglich diente er als Kommandeur des Militärbezirks Jackson, Mississippi.
Im August 1863 beauftragte ihn das konföderierte Heer, in Shreveport, Louisiana auf Ehrenwort entlassene Kriegsgefangene erneut in das Heer zu integrieren. Im November desselben Jahres wurde er zum Gouverneur des konföderierten Louisiana gewählt. In dieser Zeit organisierte er staatliche Läden, Gießereien und Fabriken sowie eine Baumwolle verarbeitende Fabrik, um Familien im westlichen Louisiana zu unterstützen. Mit einfachen Mitteln stellte er die Wirtschaft wieder her. Ein Mittel hierzu war die Baumwollausfuhr über Mexiko, durch die die Blockade der Union umgangen werden sollte.
Am 2. Juni 1865 ging er zusammen mit anderen Offizieren ins Exil nach Mexiko, wo er eine englischsprachige Zeitung, The Mexico Times herausgab. Am 22. April 1866 starb er in Mexiko und wurde auf dem amerikanischen Friedhof beigesetzt.
Nach ihm ist Allen Parish in Louisiana benannt.